# Антидесма японская
Антидесма японская (лат. Antidesma japonicum) — кустарник из семейства Филлантовые. Встречается в Юго-Восточной Азии, Китае и Японии. Он обеспечивает еду и топливо.

## Описание
В Китае Antidesma japonicum var. japonicum растёт в виде кустарника или небольшого дерева от 2 до 8 метров высотой. Его листья цветом от светло-оливкового до серовато-зеленого, эллиптические, продолговато-эллиптические, продолговато-ланцетные или обратнояйцевидные, размером 3,5-13 см на 1,5-4,5 см. Соцветия растут верхушечными или пазушными. Костянки имеют сжатую с боков эллипсоидную форму размером 5-6 на 4-6 мм. Цветёт с апреля по август, плодоносит с июня по сентябрь. В Камбодже он описывается как вьющийся кустарник высотой около 1-2 м.
Разновидность Antidesma japonicum var. robustius является эндемиком восточного Таиланда. Наиболее очевидная разница с Antidesma japonicum var. japonicum заключается в том, что средняя жилка листьев отчетливо приподнята в осевом направлении. Встречается в сухих вечнозеленых лесах района Пак Тонг Чай и провинции Накхонратчасима на высоте около 350—500 метров. В Таиланде ему присвоен статус редкого.

## Среда обитания
Растёт в открытых лесах и влажных долинах южного и восточного Китая, встречается на высоте 300—1700 метров над уровнем моря. В Камбодже он растёт во вторичных лесных образованиях.

## Распространение
Встречается в Западной Малайзии, Таиланде, Мьянме, Китае (Тибет, Цинхай, Сычуань, Хубэй, Аньхой, Цзянсу, Чжэцзян, Цзянси, Фуцзянь, Гуандун, Хунань, Гуанси, Хайнань, Гуйчжоу, Юньнань), Японии (включая Рюкю), Тайване, Филиппинах (Лусон и Минданао), Вьетнаме и Камбодже.

## Народные названия
- mao chaep (Тайский язык)[7]
- 酸味子, suan wei zi (Китайский язык)[2]
- yama-hihatsu-zoku (Японский язык)[7]
- trormouch, mchoo trormouch (Куйский язык/Кхмерский язык)
- chungkuë:ng ândoëk' (в переводе: «колено черепахи», кхмерский язык)[3]

## Использование
Плоды съедобны, из стебля и веток делают дрова.
Среди людей, говорящих на куйском и кхмерском языках, живущих в деревнях провинций Стынгтраенг и Прэахвихеа на северо-центре Камбоджи, кустарник используется в качестве источника лекарств и пищи, а также в качестве компонента ритуальных/магических действий.

## Таксономия
Antidesma japonicum Siebold & Zucc., Abh. Math.-Phys. Cl. Königl. Bayer. Akad. Wiss. 4(3): 212 (1846).

### Разновидности
Antidesma japonicum var. japonicum, синонимы:
- Antidesma acuminatissimum Quisumb. & Merr.
- Antidesma acutisepalum Hayata
- Antidesma cambodianum Gagnep.
- Antidesma delicatulum Hutch.
- Antidesma filipes Hand.-Mazz.
- Antidesma gracile Hemsl.
- Antidesma gracillimum Gage
- Antidesma hiiranense Hayata

Antidesma japonicum var. robustius Airy Shaw (1972)